# Taliban-Aufstand
Der Taliban-Aufstand begann kurz nach dem Sturz des Taliban-Regimes infolge des Kriegs in Afghanistan 2001. Die Taliban griffen weiterhin afghanische Truppen sowie amerikanische und andere ISAF und NATO-Truppen an; viele ihnen zugerechnete terroristische Vorfälle wurden verzeichnet. Al-Qaida ist mit ihrer Aktivität eng verbunden. Der Krieg breitete sich auch nach Pakistan, in den Konflikt in Nordwest-Pakistan, aus.

## Hintergrund
Die Taliban traten erstmals 1994 im Süden Afghanistans als bewaffnete Gruppe in Erscheinung und kamen 1996 an die Macht. Sie begründeten eine Schreckensherrschaft und führten die Scharia ein: sie unterdrückten Frauen, verfolgten ethnische Minderheiten, förderten politische Säuberungen und implodierten die Buddhastatuen von Bamiyan, die zum Weltkulturerbe gehörten.
2001, nach den Terroranschlägen am 11. September 2001, wurde das Regime durch eine von den USA geführte Koalition abgesetzt, weil es Mitgliedern von Al-Qaida, darunter ihrem Führer Osama bin Laden, Unterschlupf gewährte.

## Der Konflikt
Nachdem sie im Sommer 2002 vor den amerikanischen Streitkräften geflohen waren, gewannen die verbliebenen Taliban ihre Zuversicht zurück und starteten den Aufstand, den Mulla Mohammed Omar in den letzten Tagen der Taliban an der Macht versprochen hatte. Im September 2002 begannen Talibanstreitkräfte die Rekrutierung in paschtunischen Gegenden in Afghanistan und Pakistan, um einen „Dschihad“ gegen die von der Koalition und den USA geführten Regierung anzufangen. Laut afghanischen Quellen und den Vereinten Nationen wurden kleine mobile Lager entlang der Grenze zu Pakistan durch al-Qaida und flüchtige Taliban eingerichtet, um neue Rekruten in Guerrilla und terroristischen Taktiken auszubilden. Die meisten Rekruten wurden in Madāris oder religiösen Schulen in Stammesgebieten in Pakistan rekrutiert, in denen die Taliban entstanden sind. Die hauptsächlichen Basen, einige mit mehr als 200 Menschen, wurden bis Winter 2003 in Stammesgebieten in Bergen in Pakistan geschaffen.
Die Verschiebung des Focus und der Aufmerksamkeit der Regierung von George W. Bush wegen des Irakkriegs, der Topografie und der Isolation der Gegend, des tiefen Misstrauens Pakistans gegenüber den USA und der Stärkung von al-Qaida in der Region, begünstigten das  Wachstum des Taliban-Aufstandes, was zu einem Hindernis für die USA wurde. Ein weiteres Problem ist der Anbau von Opium, da der derzeitige Aufstand vom Opiumverkauf, um Waffen zu kaufen, seine Mitglieder auszubilden und Unterstützung zu kaufen, abhing. 2001 produzierte Afghanistan fast 11 % des Weltopiumverbrauchs und stellt derzeit 93 % der Weltproduktion her und der Drogenhandel stellt die Hälfte des BIP Afghanistans.
Die durchlässige Grenzregion zwischen Afghanistan und Pakistan, von Stammesführern der paschtunischen Ethnie kontrolliert, ist eine Hochburg der islamischen Taliban und von al-Qaida, Pakistan wird beschuldigt, über die islamistischen Extremisten der Taliban „hinweg zu sehen“. Die USA sind mit der Durchlässigkeit afghanisch-pakistanischen Grenze unzufrieden, wo es einen Brennpunkt von Talibankämpfern gibt und al-Qaida frei aktiv ist, sowie die pakistanischen Militäroperationen sich als wenig nützlich erwiesen. Der Inter-Services Intelligence (pakistanischer Geheimdienst) wird beschuldigt, enge Verbindungen zu islamischen Radikalen zu unterhalten und mit den Aufständischen zusammenzuarbeiten.
Afghanistan war mit einem nie vorher da gewesenen Anstieg der Gewalt konfrontiert. Die UNO berechnete, dass 2007 etwa 1500 Zivilisten durch Bombenanschläge starben, 50 % mehr als im Jahr davor. Zwischen 2007 und 2008 gab es einen Anstieg der Zahl der Toten um  40 %.
Mit der Wahl Barack Obamas zum Präsidenten der USA bewegte sich der Focus des globalen militärischen Handelns des
Kriegs gegen den Terror vom Irak zur Grenze Afghanistan-Pakistan. Der „Obama-Plan“ sieht eine Niederlage von Al-Qaida in Afghanistan und Pakistan, finanzielle Hilfe für Pakistan, eine Verstärkung der Militärpräsenz der USA in Afghanistan und mit gemäßigten Mitgliedern der Taliban zu verhandeln, um sie zu einer politischen Partei zu machen, vor.